# Ugo Ruggeri
Ugo Ruggeri (* um 1450 in Reggio nell’Emilia; † um 1508) war ein italienischer Jurist und Buchdrucker.
Ruggeri stammte aus Reggio nell’Emilia und studierte in Bologna Rechtswissenschaften. Um 1473 wurde er mit der neuen Kunst des Buchdrucks bekannt und widmete sich ihr von nun an. Er war hauptsächlich in Bologna tätig, druckte viele juristische Bücher und volkstümliche Ausgaben in italienischer Sprache. Seine Bücher waren sorgfältig ausgeführt und mit von ihm geschriebenen Vorworten versehen. Daneben goss er Geschütze für Giovanni II. Bentivoglio.